# NGC 5593
NGC 5593 ist ein offener Sternhaufen (Typdefinition „OCL III1p“) im Sternbild Wolf und etwa 850 Parsec von der Erde entfernt. Er wurde am 5. Juni 1826 von James Dunlop entdeckt. John Herschel notierte am 8. Juli 1834 bei seiner Beobachtung mit einem 18-Zoll-Spiegelteleskop: „a poor, coarse cluster, which is the most condensed part of a rich region of stars 10th mag. Place of a double star in the following part“.